# باشگاه فوتبال رئال مادرید در فصل ۱۷–۲۰۱۶
در فصل ۱۷–۲۰۱۶، باشگاه رئال مادرید صد و سیزدهمین فصل خود را سپری می‌کرد و در هشتاد‌و‌ششمین دوره لالیگا حضور داشت. از فصل ۲۰۱۷-۲۰۱۶ به عنوان موفق‌ترین فصل در تاریخ این باشگاه یاد می‌شود.
رئال مادرید در فصل ۱۷–۲۰۱۶ توانست همزمان به دو جام لا لیگا و لیگ قهرمانان اروپا دست پیدا کند. این رکورد در تاریخ باشگاه بی سابقه بود. علاوه بر این رئال مادرید در دومین سال متوالی توانست قهرمانان اروپا شود و همچنین در قالب فصل ۱۷-۱۶ این تیم موفق به کسب سوپر جام اروپا و جام باشگاه های فیفا نیز شد تا رئال مادرید فصل بسیار خوبی را سپری کرده باشد.
این فصل از ۲ ژوئیه ۲۰۱۶ آغاز شد و در ۳۰ ژوئن ۲۰۱۷ به پایان رسید.

## مرور فصل

### پیش فصل
در ۱۵ ژوئن ۲۰۱۶، دنیس چریشف به تیم ویارئال فروخته شد. سپس شش روز بعد آلوارو موراتا با بند باز خرید از یوونتوس با هزینه تقریبی ۳۰ میلیون یورو به رئال مادرید بازگشت.

#### اوت
در ۸ اوت ۲۰۱۶، خسه رودریگز به پاری سن ژرمن پیوست. در ۹ اوت، رئال مادرید با پیروزی ۳–۲ مقابل سویا در وقت های اضافه قهرمان سوپر جام اروپا شد. رئال مادرید لالیگا را در ۲۱ اوت ۲۰۱۶ با پیروزی سه بر صفر مقابل رئال سوسیداد آغاز کرد. یک گل از مارکو آسنسیو و دو گل از از گرت بیل این پیروزی را رقم زد. سپس در اولین بازی خانگی خود رئالی ها در ۲۷ اوت موفق به شکست سلتاویگو با دو گل موراتا و تونی کروس شدند.

#### سپتامبر
در ۱۰ سپتامبر ۲۰۱۶، رئال مادرید ماه جدید را با پیروزی ۵–۲ مقابل اوساسونا با گل های کریستیانو رونالدو ، دانیلو ، راموس، لوکا مودریچ و پپه آغاز کرد. در ۱۴ سپتامبر ۲۰۱۶، گل‌های دیرهنگام رونالدو و موراتا باعث شد رئال مادرید در اولین بازی لیگ قهرمانان اروپا مقابل اسپورتینگ لیسبون پیروز شود. در ۱۸ سپتامبر ۲۰۱۶، رئال مادرید با گل های خامس رودریگز و کریم بنزما مقابل اسپانیول پیروز شد. با این برد، رئال برای شانزدهمین بازی متوالی خود در لالیگا پیروز شد و با رکورد قبلی خود برابر شد. در ۲۱ سپتامبر رئال مادرید در خانه با تک گل راموس با ویارئال مساوی کرد. در ۲۴ سپتامبر با دومین تساوی متوالی رئال مادرید با نتیجه ۲–۲ مقابل لاس پالماس ، با گل‌های آسنسیو و بنزما همراه بود. در ۲۷ سپتامبر ۲۰۱۶ رئال مادرید در لیگ قهرمانان اروپا با گل های رونالدو و رافائل واران به تساوی دو- دو مقابل بروسیا دورتموند رضایت داد.

#### اکتبر
در ۲ اکتبر ۲۰۱۶، یک گل از گرت بیل باعث شد رئال مادرید در برابر ایبار یک امتیاز به دست آورد. در ۱۵ اکتبر رئال مادرید به لطف دو گل از ایسکو و گل های رافائل واران ، بنزما، مارسلو و رونالدو ، رئال بتیس را ۶–۱ را شکست داد. سپس رئال مادرید در ۱۸ اکتبر در لیگ قهرمانان اروپا با گل های بیل، آسنسیو، لوکاس وازکز ، موراتا و یک گل‌به‌خودی پنج- یک مقابل لگیا ورشو پیروز شد. در ۲۳ اکتبر، موراتا و بنزما گل های رئال مادرید را در پیروزی ۲–۱ مقابل اتلتیک بیلبائو به ثمر رساندند. در ۲۶ اکتبر رقابت های کوپا دل ری با پیروزی ۷–۱ مقابل کالچر لئونسا ، به لطف گل های آسنسیو و موراتا و گل های ناچو و ماریانو آغاز شد. در تاریخ ۲۹ اکتبر رئال مادرید با گل های کریس رونالدو (هتریک) و مورتا موفق به پیروزی ۴–۱ مقابل دپورتیوو آلاوز شد.

#### نوامبر
در ۲ نوامبر ۲۰۱۶، پس از اینکه گل های بیل و بنزما برتری را برای رئال مادرید به ارمغان آورد اما لگیا ورشو توانست سه گل بزند و پیش بیفتد ، ولیکن گل ماتئو کواچیچ مانع شکست رئال شد. سپس در ۶ نوامبر رئال مادرید به وسیله بریس گرت بیل و گل آلوارو موراتا موفق به شکست سه بر صفر مقابل لگانس شد. در ۲۶ نوامبر دو گل از کریستیانو رونالدو منجر به پیروزی خفیف ۲–۱ رئال مقابل اسپورتینگ خیخون شد. در ۳۰ نوامبر ۲۰۱۶ رئال مادرید با هت تریک ماریانو و گل های رودریگز، انزو زیدان و یک گل به خودی در بازی برگشت مرحله یک شانزدهم نهایی نهایی کوپا دل ری، کالچر لئونسا را شش بر یک شکست داد. رئال در مجموع ۱۳–۲ پیروز شد و به دور بعد صعود کرد.

#### دسامبر
در ۳ دسامبر ۲۰۱۶، رئال مادرید در اولین ال کلاسیکو فصل با گل دیرهنگام راموس به بارسلونا از شکست فرار کرد. در ۷ دسامبر رئال مادرید مقابل دورتموند با نتیجه دو- دو با گلزنی کریم بنزما متوقف شد. با تومه به این تساوی رئال مادرید ۱۲ امتیازی شد و به عنوان تیم دوم به مرحله بعدی صعود کرد. در ۱۰ دسامبر رئال مادرید پیروزی ۳–۲ مقابل دپورتیوو لاکرونیا بدست آورد. گل های رئال را موراتا، ماریانو و راموس به ثمر رساندند. این بازی رکورد جدیدی را به نام شاگران زین‌الدین زیدان ثبت کرد، زیرا سی و پنجمین بازی بدون باخت برای کهکشانی ها بود. در ۱۵ دسامبر رئال مادرید در نیمه نهایی جام باشگاه های جهان ۲۰۱۶ با گل های بنزما و رونالدو آمریکا مکزیک را شکست داد. در ۱۸ دسامبر ۲۰۱۶ رئال مادرید قهرمان جام باشگاه های جهان شد و کاشیما آنتلرز را با هت تریک رونالدو و گل بنزما با نتیجه ۴–۲ پس از وقت های اضافه شکست داد.

#### ژانویه
در ۴ ژانویه ۲۰۱۷، سال جدید با پیروزی ۳–۰ مقابل سویا ، در بازی اول مرحله یک‌هشتم نهایی کوپا دل ری با دو گل از خامس رودریگز و یک گل از واران آغاز شد. در ۷ ژانویه یک گل از ایسکو و گل‌های بنزما، رونالدو و کازمیرو باعث پیروزی پنج گله رئال مادرید در برابر گرانادا شد، که با رکورد شکست‌ناپذیری ۳۹ بازی ، مشترکا با بارسلونا برابری کرد. در ۱۲ ژانویه گل دقیقه آخری بنزما باعث تساوی ۳–۳ در برابر سویا شد و روند شکست ناپذیری را به ۴۰ بازی رساند که یک رکورد بی سابقه در فوتبال اسپانیا است. گل های دیگر را آسنسیو و راموس به ثمر رساندند. رئال مادرید با نتیجه ۶ بر ۳ در مجموع به مرحله یک چهارم نهایی صعود کرد. در ۱۵ ژانویه ۲۰۱۷ در سومین دیدار خود مقابل سویا در ۱۱ روز، رئال مادرید با وجود گلزنی رونالدو ۱–۲ شکست خورد. با این باخت، روند شکست ناپذیری در ۴۰ مسابقه به پایان رسید.
در ۱۸ ژانویه، رئال مادرید دومین بازی متوالی خود را با شکست ۲–۱ دیگر مقابل سلتاویگو در بازی رفت مرحله یک چهارم نهایی کوپا دل ری علیرغم گل مارسلو از دست داد. در ۲۱ ژانویه، دبل راموس در نیمه اول باعث پیروزی ۲–۱ رئال مادرید در برابر مالاگا شد. سپس در ۲۵ ژانویه رئال مادرید پس از تساوی ۲–۲ مقابل سلتاویگو در بازی برگشت یک چهارم نهایی (باخت ۴‐۳ در مجموع) از کوپا دل ری حذف شد. گل های مادریدی ها را رونالدو و لوکاس وازکز به ثمر رساندند. در ۲۹ ژانویه ۲۰۱۷ گل های کواچیچ، رونالدو و موراتا باعث پیروزی ۳–۰ مادرید مقابل رئال سوسیداد شد.

#### فوریه
در ۱۱ فوریه ۲۰۱۷، ماه جدید برای رئال مادرید با پیروزی ۳–۱ خارج از خانه در مقابل اوساسونا آغاز شد. گلها را رونالدو، ایسکو و واسکز به ثمر رساندند. در ۱۵ فوریه در بازی رفت مرحله یک هشتم نهایی لیگ قهرمانان اروپا مقابل ناپولی ، مادرید به لطف گل های بنزما، کروس و کازمیرو در خانه ۳–۱ پیروز شد. در ۱۸ فوریه موراتا و بیل پیروزی ۲–۰ رئال مادرید را در برابر اسپانیول تضمین کردند. در ۲۲ فوریه در بازی میان هفته مقابل والنسیا ، رئال با وجود گلزنی رونالدو ۲–۱ شکست خورد. در ۲۶ فوریه ۲۰۱۷، رئال مادرید با گل های رونالدو ، بیل و آلوارو موراتا به پیروزی سه- دو مقابل ویارئال دست یافت.

#### مارس
در ۱ مارس ۲۰۱۷، رئال مادرید ابتدا با گل ایسکو پیش افتاد اما دو گل از رونالدو مانع شکست کهکشانی ها مقابل لاس پالماس شد. در ۴ مارس، پس از دو گل بنزما و گل های رودریگز و آسنسیو، رئال مادرید ۴–۱ ایبار را شکست داد. در ۷ مارس، رئال مادرید در بازی برگشت مرحله یک هشتم نهایی لیگ قهرمانان اروپا با گل های راموس، موراتا و یک گل به خودی ناپولی را ۳–۱ شکست داد و در مجموع ۶–۲ پیروز شد. در ۱۲ مارس، یک گل از رونالدو و یک ضربه سر از راموس باعث شد یک پیروزی دیگر برای رئال مادرید با نتیجه ۲–۱ مقابل رئال بتیس رقم خورد. در ۱۸ مارس ۲۰۱۷، رئال مادرید با گل های بنزما و کاسمیرو در خارج از خانه در مقابل اتلتیک بیلبائو پیروز شد.

#### آوریل
در ۲ آوریل ۲۰۱۷، گل های بنزما، ایسکو و ناچو باعث شد رئال مادرید به پیروزی مقتدرانه ای با نتیجه ۳–۰ مقابل آلاوز دست پیدا کند و ، ماه جدید را با پیروزی آغاز کند. در ۵ آوریل هت تریک موراتا و گل رودریگز باعث پیروزی ۴–۲ رئال مادرید در خارج از خانه مقابل لگانس شد. در ۸ آوریل ۲۰۱۷، رئال مادرید با تک گل پپه مقابل اتلتیکو مادرید متوقف شد. در ۱۲ آوریل، بریس رونالدو به رئال مادرید کمک کرد تا پیروزی ۲–۱ خارج از خانه مقابل بایرن مونیخ را در اولین بازی مرحله یک چهارم نهایی لیگ قهرمانان اروپا تضمین کند. در ۱۵ آوریل، ایسکو یک گل زد و یک گل دیرهنگام را به ثمر رساند تا بعد از اینکه موراتا گل دیگر را به ثمر رساند، پیروزی ۳–۲ را برای رئال مادرید در برابر خیخون رقم بخورد. در ۱۸ آوریل ۲۰۱۷، رئال مادرید به لطف هت تریک رونالدو و تک گل آسنسیو، پس از شکست بایرن ۴–۲ (در مجموع شش- سه) در برنابئو، به نیمه نهایی لیگ قهرمانان اروپا راه یافت. پنج روز بعد در قالب ال کلاسیکو برگشت رئال مادرید در خانه باخت. ابتدا کازمیرو رئال مادرید را پیش انداخت، اما گل های مسی و ایوان راکیتیچ بارسلونا را به بازی برگرداند. در دقیقه ۷۷ سرخیو راموس اخراج شد ولی رئال مادرید با وجود ۱۰ نفره بودن در دقیقه ۸۷ توسط خامس رودریگز به گل رسید. در ثانیه های پایانی یک سوپر گل از لیونل مسی پیروزی را برای بارسلونا در یک بازی دیدنی به ارمغان آورد. سپس در ۲۹ آوریل، رئال مادرید در یک بازی پرگل توانست دپورتیوو لاکرونیا را شش- دو شکست دهد. گل‌های رئال توسط خامس (۲ گل)، موراتا، وازکز، ایسکو و کازمیرو به‌ثمر رسید. سه روز بعد رئال مادرید به وسیله گل دیرهنگام مارسلو در دقایق پایانی پس از گلزنی رونالدو توانست والنسیا را شکست دهد.

#### مه
در ۲ مه ۲۰۱۷، در نیمه نهایی لیگ قهرمانان اروپا مقابل اتلتیکو مادرید، رونالدو یک هت تریک دیگر به ثمر رساند تا به رئال کمک کند تا در بازی  فت را پیروز شود. در ۶ مه بریس موراتا و رودریگز در برابر گرانادا، رئال مادرید را به پیروزی رساند. در ۱۰ مه ۲۰۱۷، علیرغم باخت در بازی برگشت نیمه نهایی ۲–۱ به اتلتیکو مادرید، یک گل از ایسکو برای رئال کافی بود تا به فینال لیگ قهرمانان اروپا برسد، که به این معنی بود که رئال مادرید در مجموع با نتیجه ۴–۲ پیش رفت. در ۱۴ مه، بریس گل رونالدو و گل های ناچو و کروس باعث پیروزی ۴–۱ رئال مقابل سویا شد. در ۱۷ مه، دو گل از رونالدو و یک گل از بنزما و کروس، باعث پیروزی ۴–۱ مادرید در خانه سلتاویگو شد. این پیروزی باعث شد رئال مادرید در حالی که یک بازی باقی مانده بود، در صدر جدول لا لیگا باشد. در ۲۱ مه، پیروزی دو گله مقابل مالاگا، با گل‌های رونالدو و بنزما، سی‌و‌سومین عنوان قهرمانی لیگ را برای رئال مادرید تضمین کرد.

#### ژوئن
در ۳ ژوئن ۲۰۱۷، رئال مادرید فینال لیگ قهرمانان اروپا ۲۰۱۷ را با نتیجه ۴–۱ مقابل یوونتوس ، با دو گل رونالدو و گل‌های کازمیرو و آسنسیو برد تا دومین قهرمانی متوالی، سومین در چهار سال گذشته و دوازدهمین عنوان قهرمانی خود را کسب کند. با این برد، رئال مادرید به اولین تیمی تبدیل شد که از عنوان قهرمانی خود در فرمت جدید لیگ قهرمانان اروپا دفاع می‌کند.

## بازیکنان
Keylor Navas	دروازه بان	1
Kiko Casilla	دروازه بان	13
Rubén Yáñez	دروازه بان	25
Sergio Ramos	مدافع	4
Raphaël Varane	مدافع	5
Pepe	مدافع	3
Nacho	مدافع	6
Marcelo	مدافع	12
Daniel Carvajal	مدافع	2
Danilo	مدافع	23
Casemiro	هافبک	14
Toni Kroos	هافبک	8
Luka Modric	هافبک	19
Mateo Kovacic	هافبک	16
James Rodríguez	هافبک	10
Isco	هافبک	22
Cristiano Ronaldo	مهاجم	7
Marco Asensio	مهاجم	20
Gareth Bale	مهاجم	11
Lucas Vázquez	مهاجم	17
Karim Benzema	مهاجم	9
Álvaro Morata	مهاجم	21
Mariano Díaz	مهاجم	18

## مسابقات
ساعت بازی ها از ۹ اوت تا ۲۹ اکتبر ۲۰۱۶ و ۲۶ مارس و ۲۱ مه ۲۰۱۷ یوتی‌سی ۲:۰۰+ و ۳۰ اکتبر ۲۰۱۶ تا ۲۵ مارس ۲۰۱۷ یوتی‌سی ۱:۰۰+ است.

### بررسی اجمالی
| رقابت               | اولین بازی      | آخرین بازی     | شروع دور         | جایگاه نهایی   | آمار | آمار | آمار | آمار | آمار | آمار | آمار | آمار  |
| رقابت               | اولین بازی      | آخرین بازی     | شروع دور         | جایگاه نهایی   | بازی | ب    | ت    | ش    | گ‌ز   | گ‌خ   | ت‌گ   | % برد |
| ------------------- | --------------- | -------------- | ---------------- | -------------- | ---- | ---- | ---- | ---- | ---- | ---- | ---- | ----- |
| لا لیگا             | ۲۱ اوت ۲۰۱۶     | ۲۱ مه ۲۰۱۷     | هفته اول         | قهرمان         | ۳۸   | ۲۹   | ۶    | ۳    | ۱۰۶  | ۴۱   | ۶۵+  | ۰۷۶   |
| کوپا دل ری          | ۲۶ اکتبر ۲۰۱۶   | ۲۵ ژانویه ۲۰۱۷ | یک شانزدهم نهایی | یک چهارم نهایی | ۶    | ۳    | ۲    | ۱    | ۲۲   | ۹    | ۱۳+  | ۰۵۰   |
| لیگ قهرمانان اروپا  | ۱۴ سپتامبر ۲۰۱۶ | ۳ ژوئن ۲۰۱۷    | مرحله گروهی      | قهرمان         | ۱۳   | ۹    | ۳    | ۱    | ۳۶   | ۱۸   | ۱۸+  | ۰۶۹   |
| سوپر جام اروپا      | ۹ اوت ۲۰۱۶      | ۹ اوت ۲۰۱۶     | فینال            | قهرمان         | ۱    | ۱    | ۰    | ۰    | ۳    | ۲    | ۱+   | ۱۰۰   |
| جام باشگاه های جهان | ۱۵ دسامبر ۲۰۱۶  | ۱۸ دسامبر ۲۰۱۶ | نیمه نهایی       | قهرمان         | ۲    | ۲    | ۰    | ۰    | ۶    | ۲    | ۴+   | ۱۰۰   |
| مجموع               | مجموع           | مجموع          | مجموع            | مجموع          | ۶۰   | ۴۴   | ۱۱   | ۵    | ۱۷۳  | ۷۲   | ۱۰۱+ | ۰۷۳   |

آخرین به‌روزرسانی در: ۳ ژوئن ۲۰۱۷

منبع: رقابت‌ها

### لا لیگا

#### جایگاه در جدول
| رتبه | تیم             | بازی | برد | مساوی | باخت | گل زده | گل خورده | گل تفاضل | امتیاز | صعود یا سقوط                                     |
| ---- | --------------- | ---- | --- | ----- | ---- | ------ | -------- | -------- | ------ | ------------------------------------------------ |
| ۱    | رئال مادرید (C) | ۳۸   | ۲۹  | ۶     | ۳    | ۱۰۶    | ۴۱       | ۶۵+      | ۹۳     | Qualification for the لیگ قهرمانان اروپا ۱۸–۲۰۱۷ |
| ۲    | بارسلونا        | ۳۸   | ۲۸  | ۶     | ۴    | ۱۱۶    | ۳۷       | ۷۹+      | ۹۰     | Qualification for the لیگ قهرمانان اروپا ۱۸–۲۰۱۷ |
| ۳    | اتلتیکو مادرید  | ۳۸   | ۲۳  | ۹     | ۶    | ۷۰     | ۲۷       | ۴۳+      | ۷۸     | Qualification for the لیگ قهرمانان اروپا ۱۸–۲۰۱۷ |
| ۴    | سویا            | ۳۸   | ۲۱  | ۹     | ۸    | ۶۹     | ۴۹       | ۲۰+      | ۷۲     | Qualification for the لیگ قهرمانان اروپا ۱۸–۲۰۱۷ |
| ۵    | ویارئال         | ۳۸   | ۱۹  | ۱۰    | ۹    | ۵۶     | ۳۳       | ۲۳+      | ۶۷     | Qualification for the لیگ اروپا ۱۸–۲۰۱۷          |

1. ↑  Since the winners of the 2016–17 Copa del Rey, باشگاه فوتبال بارسلونا, qualified for European competition based on league position, the spot awarded to the cup winners (لیگ اروپا ۱۸–۲۰۱۷) was passed to the sixth-placed team and the spot awarded to the sixth-placed team (لیگ اروپا ۱۸–۲۰۱۷) was passed to the seventh-placed team.

#### روند هفتگی
| هفته    | 1 | 2 | 3 | 4 | 5 | 6 | 7 | 8 | 9 | 10 | 11 | 12 | 13 | 14 | 15 | 16 | 17 | 18 | 19 | 20 | 21 | 22 | 23 | 24 | 25 | 26 | 27 | 28 | 29 | 30 | 31 | 32 | 33 | 34 | 35 | 36 | 37 | 38 |
| ------- | - | - | - | - | - | - | - | - | - | -- | -- | -- | -- | -- | -- | -- | -- | -- | -- | -- | -- | -- | -- | -- | -- | -- | -- | -- | -- | -- | -- | -- | -- | -- | -- | -- | -- | -- |
| ورزشگاه | A | H | H | A | H | A | H | A | H | A  | H  | A  | H  | A  | H  | H  | A  | H  | H  | A  | H  | A  | A  | H  | A  | H  | A  | H  | A  | H  | A  | H  | A  | H  | A  | H  | A  | A  |
| نتیجه   | W | W | W | W | D | D | D | W | W | W  | W  | W  | W  | D  | W  | W  | L  | W  | W  | W  | W  | L  | W  | D  | W  | W  | W  | W  | W  | D  | W  | L  | W  | W  | W  | W  | W  | W  |
| جایگاه  | 2 | 3 | 1 | 1 | 1 | 1 | 2 | 2 | 1 | 1  | 1  | 1  | 1  | 1  | 1  | 1  | 1  | 1  | 1  | 1  | 1  | 1  | 1  | 1  | 2  | 2  | 1  | 1  | 1  | 1  | 1  | 1  | 1  | 1  | 1  | 1  | 1  | 1  |

#### جزئیات بازی‌ها
|  | {{{تیم۱}}} | v | {{{تیم۲}}} |  |

|  | {{{تیم۱}}} | v | {{{تیم۲}}} |  |

|  | {{{تیم۱}}} | v | {{{تیم۲}}} |  |

|  | {{{تیم۱}}} | v | {{{تیم۲}}} |  |

|  | {{{تیم۱}}} | v | {{{تیم۲}}} |  |

|  | {{{تیم۱}}} | v | {{{تیم۲}}} |  |

|  | {{{تیم۱}}} | v | {{{تیم۲}}} |  |

|  | {{{تیم۱}}} | v | {{{تیم۲}}} |  |

|  | {{{تیم۱}}} | v | {{{تیم۲}}} |  |

#### خلاصه نتایج
| مجموع | مجموع  | مجموع | مجموع | مجموع | مجموع | مجموع | مجموع | خانه | خانه | خانه | خانه | خانه | خانه | مهمان | مهمان | مهمان | مهمان | مهمان | مهمان |
| بازی  | امتیاز | پ     | ت     | ش     | گ‌ز    | گ‌خ    | ت‌گ    | پ    | ت    | ش    | گ‌ز   | گ‌خ   | ت‌گ   | پ     | ت     | ش     | گ‌ز    | گ‌خ    | ت‌گ    |
| ----- | ------ | ----- | ----- | ----- | ----- | ----- | ----- | ---- | ---- | ---- | ---- | ---- | ---- | ----- | ----- | ----- | ----- | ----- | ----- |
| ۳۸    | ۹۳     | ۲۹    | ۶     | ۳     | ۱۰۶   | ۴۱    | ۶۵+   | ۱۴   | ۴    | ۱    | ۴۸   | ۲۰   | ۲۸+  | ۱۵    | ۲     | ۲     | ۵۸    | ۲۱    | ۳۷+   |

آخرین بروزرسانی: ۲۱ مه ۲۰۱۷

منبع: laliga.es

پ = پیروزی؛ ت = تساوی؛ ش = شکست؛ گ‌ز = گل زده؛ گ‌خ = گل خورده؛ ت‌گ = تفاضل گل

### کوپا دل ری
رئال مادرید از دور یک شانزدهم به این رقابت ها اضافه شد. 

#### یک شانزدهم نهایی
|  | {{{تیم۱}}} | v | {{{تیم۲}}} |  |

|  | {{{تیم۱}}} | v | {{{تیم۲}}} |  |

#### یک هشتم نهایی
|  | {{{تیم۱}}} | v | {{{تیم۲}}} |  |

|  | {{{تیم۱}}} | v | {{{تیم۲}}} |  |

#### یک چهارم نهایی
|  | {{{تیم۱}}} | v | {{{تیم۲}}} |  |

|  | {{{تیم۱}}} | v | {{{تیم۲}}} |  |

### لیگ قهرمانان اروپا

#### مرحله گروهی
| رتبه | تیم              | بازی | ب | م | ش | گ‌ز | گ‌خ | ت   | ام | راه‌یابی             |
| ---- | ---------------- | ---- | - | - | - | -- | -- | --- | -- | ------------------- |
| ۱    | بروسیا دورتموند  | ۶    | ۴ | ۲ | ۰ | ۲۱ | ۹  | ۱۲+ | ۱۴ | صعود به مرحله حذفی  |
| ۲    | رئال مادرید      | ۶    | ۳ | ۳ | ۰ | ۱۶ | ۱۰ | ۶+  | ۱۲ | صعود به مرحله حذفی  |
| ۳    | لگیا ورشو        | ۶    | ۱ | ۱ | ۴ | ۹  | ۲۴ | ۱۵- | ۴  | انتقال به لیگ اروپا |
| ۴    | اسپورتینگ لیسبون | ۶    | ۱ | ۰ | ۵ | ۵  | ۸  | ۳-  | ۳  |                     |

|  | {{{تیم۱}}} | v | {{{تیم۲}}} |  |

|  | {{{تیم۱}}} | v | {{{تیم۲}}} |  |

|  | {{{تیم۱}}} | v | {{{تیم۲}}} |  |

|  | {{{تیم۱}}} | v | {{{تیم۲}}} |  |

|  | {{{تیم۱}}} | v | {{{تیم۲}}} |  |

|  | {{{تیم۱}}} | v | {{{تیم۲}}} |  |

|  | {{{تیم۱}}} | v | {{{تیم۲}}} |  |

|  | {{{تیم۱}}} | v | {{{تیم۲}}} |  |

|  | {{{تیم۱}}} | v | {{{تیم۲}}} |  |

|  | {{{تیم۱}}} | v | {{{تیم۲}}} |  |

|  | {{{تیم۱}}} | v | {{{تیم۲}}} |  |

|  | {{{تیم۱}}} | v | {{{تیم۲}}} |  |

|  | {{{تیم۱}}} | v | {{{تیم۲}}} |  |

1. ↑  "The best season in history | Real Madrid CF". Real Madrid C.F. - Web Oficial (به انگلیسی). Retrieved 2021-11-16.
2. ↑  «Web oficial del Villarreal CF - ¡Bienvenido de nuevo, Cheryshev!». web.archive.org. ۲۰۱۶-۰۶-۱۸. بایگانی‌شده از اصلی در ۱۸ ژوئن ۲۰۱۶. دریافت‌شده در ۲۰۲۱-۱۱-۱۶.
3. ↑  "Official Announcement: Cheryshev | Real Madrid CF". Real Madrid C.F. - Web Oficial (به انگلیسی). Retrieved 2021-11-16.
4. ↑  "Official Announcement: Morata | Real Madrid CF". Real Madrid C.F. - Web Oficial (به انگلیسی). Retrieved 2021-11-16.
5. ↑  "Official Announcement: Jesé Rodríguez | Real Madrid CF". Real Madrid C.F. - Web Oficial (به انگلیسی). Retrieved 2021-11-16.
6. ↑  "Real Madrid-Sevilla: 3-2: European Super Cup champions!". Real Madrid C.F. - Web Oficial (به انگلیسی). Retrieved 2021-11-16.
7. ↑  "Primera División 2016/2017 - Season rules". Scoresway. Retrieved 14 September 2016.